# Harry Villegas
Harry Antonio Villegas Tamayo, soprannominato «Pombo» (Yara, 10 maggio 1940 – L'Avana, 29 dicembre 2019), è stato un militare cubano che combatté agli ordini di Che Guevara nella Rivoluzione Cubana, nel Congo e in Bolivia dove fu uno dei tre cubani sopravvissuti.
Raggiunse il grado di generale di brigata dell'esercito cubano e fu decorato come Eroe della rivoluzione. Nel 1996 scrisse il libro «Pombo, un hombre de la guerrilla del Che».

## Biografia

### Rivoluzione cubana
Villegas nacque nel 1940 da una famiglia di contadini poveri della Sierra Maestra.
Fin dall'età di 14 anni iniziò un'attività di sabotaggio. Quando Fidel Castro iniziò la lotta contro Fulgencio Batista (1952-1958) fu tra i primi collaboratori.
Dal 1958 fu collaboratore di Che Guevara, facendo parte di un ristretto gruppo di giovani rivoluzionari che circondavano sempre il leader guerrigliero.

### Guerriglia nel Congo
Nel 1965 Fidel Castro lo inviò nel Congo con ruoli di rilievo nella guerriglia assumendo il soprannome di Pombo.

### Guerriglia in Bolivia
Tra il 1966 e il 1967 «Pombo» partecipò alla guerriglia in Bolivia a fianco del Che.

## Dopo il 1967
Anche dopo la morte del Che Villegos ha guidato le operazioni militari cubane n Angola e in Nicaragua con l'incarico di assessor.
Dal 1997 al 2011 è stato membro del Comitato Centrale del Partito Comunista Cubano.